# Invincible Youth
Invincible Youth (Hangul= 청춘불패; Hanja: 靑春不敗; RR: Cheongchun bulpae), es un espectáculo de variedades de Corea del Sur transmitido desde el 23 de octubre de 2009 al 17 de noviembre del 2012 por medio de la cadena KBS. 

## Formato
Durante la primera temporada los miembros se reunían semanalmente para trabajar y aprender sobre la agricultura en una aldea de Yuchi-ri, en Hongcheon-gun, Provincia Gangwon, Corea del Sur. Las actividades implicaban el trabajo agrícola, donde los miembros también interactuaban con los miembros de la comunidad rural y conpetían en desafíos que involucraban tareas agrarias o domésticas. A medida que el programa creció, el elenco y el equipo trabajaban para hacer que la ubicación del rodaje fuera un lugar para el agroturismo, vendían productos alimenticios y promovían la agricultura.
El eslogan de la primera temporada fue "청춘은 지지 않는다~ 청춘~ 불패 (Youth Don't Lose! Invincible Youth!)".
El eslogan de los miembros de la segunda temporada fue "청춘이여 영원하라! 청춘~ 불패 (Youth is Forever! Invincible Youth!)".

## Miembros

### Miembros y presentadores actuales[2]
Los miembros del programa eran conocidas como "G8", conformado por Bora, Hyoyeon, Suzy, Amber, Ko Woo-ri, Jiyoung y Yewon. Junto a ellas se les unieron los presentadores Lee Soo-geun, Ji Hyun-woo y Boom.
Antes de transmitirse el séptimo episodio de anunció que Soo-geun, Hyun-woo, Amber y Woori, dejarían el programa y que Kim Shin-young, regresaría al programa como presentadora. Poco después se anunció que Sunny, también dejaría el programa y su última aparición fue el 7 de julio del 2012, poco después el 21 de julio del mismo año la comediante Lee Young-ja se unió al programa.

#### Miembros del G8
| Artista   | Apodos                                                                                   | N.º de episodios | Duración    |
| --------- | ---------------------------------------------------------------------------------------- | ---------------- | ----------- |
| Bora      | Bosain Bolt Nacho Ggamanova Boraski Alba Lucky Icon                                      | -                | 2011 - 2012 |
| Hyoyeon   | Hyoding (Kid Hyoyeon) Sancho Yoghurt Ajumma Breaky Breakomaneci                          | -                | 2011 - 2012 |
| Suzy      | Nation's First Love Giant Maknae Jobless Him Suzy King Feet 285mm from Gwangju Bacushong | -                | 2011 - 2012 |
| Jiyoung   | Jigoo Am-Tell Girl Dacushong                                                             | -                | 2011 - 2012 |
| Yewon     | Laminate Ducushong U-Go-Girl Fish Market Aunty Chitty Chitty                             | -                | 2011 - 2012 |
| Amber     | Eunyoung Terminator The Rising Star in Farming                                           | -                | 2011 - 2012 |
| Sunny     | Soonkyu Gag-dol 60' Sunny Louisoddong                                                    | -                | 2009 - 2012 |
| Ko Woo-ri | Granny                                                                                   | -                | 2011 - 2012 |

#### Presentadores
| Artista        | Apodos                                               | N.º de episodios | Duración          |
| -------------- | ---------------------------------------------------- | ---------------- | ----------------- |
| Boom           | Min-ho Gotta Get That                                | -                | 2011 - 2012       |
| Ji Hyun-woo    | Hyung-tae                                            | -                | 2011 - 2012       |
| Lee Soo-geun   | Uncle Soo-geun Lee Soo-geun 2NE1                     | -                | 2011 - 2012       |
| Kim Shin-young | Pig (Don) Chef Korea's Famous Comedian 44 Shin-young | -                | 2009 - 2010, 2012 |
| Lee Young-ja   | Mom (Eomma)                                          | -                | 2012              |

### Antiguos miembros y presentadores
La primera temporada estuvo conformada por siete mujeres, las cuales fueron conocidas como "G7" conformado por Narsha, Sunhwa, Hyuna, Hyomin, Sunny, Yuri y Hara. Junto a ellas se unieron los presentadores Nam Hee-suk, Noh Joo-hyun, Kim Tae-woo, Kim Shin-young. El 14 de mayo del 2010 se anunció que Sunny, Yuri e Hyuna dejarían el programa debido a conflictos de programación con las promociones en el extranjero de sus respectivos grupos. 
El 30 de mayo del mismo año se anunció que Jooyeon, Victoria y Kim Sori se unirían al programa, mientras que Kim Jong-min se uniría como un miembro semi-permanente por un mes como mentor de los miembros. Hee-suk dejó el programa debido a razones personales, mientras que el 27 de agosto se anunció que Tae-woo se fue después del episodio no.44 para someterse a una operación de garganta, por lo que fue reemplazado por Song Eun-yi.

#### Miembros del G7
| Artista       | Apodos                                                               | N.º de episodios | Duración    |
| ------------- | -------------------------------------------------------------------- | ---------------- | ----------- |
| Hyuna         | Maknae Producer Kim Jing Jing (Whiny) Hyuna                          | -                | 2009 - 2010 |
| Hyomin        | Folding Screen CEO (Completely Edited Out) Wall Flower Naming Master | -                | 2009 - 2010 |
| Yuri          | White Paper Wet Feet Girl Blank Sunhwa Airhead Sunhwa                | -                | 2009 - 2010 |
| Sun-hwa       | Class-President Yul Yoochi-ri Village's Daughter in Law              | -                | 2009 - 2010 |
| Goo Hara      | Haragoo Goossain Bolt Stealthy Hara Quick-Mouth Hara Thief Hara      | -                | 2009 - 2010 |
| Narsha        | Adult-Dol Reusha Hyojin Miss Laminate                                | -                | 2009 - 2010 |
| Victoria Song | Wu Lin Girl Censor Vic Victory                                       | 33 - 58          | 2010        |
| Lee Joo-yeon  | Clumsy Jooyeon Dead Weight (Jim) Jooyeon                             | -                | 2010        |
| Kim Sori      | Vein Sori Sona Lisa                                                  | -                | 2010        |

#### Presentadores
| Artista      | Apodos                                | N.º de episodios | Duración    |
| ------------ | ------------------------------------- | ---------------- | ----------- |
| Song Eun-yi  | Song Senior                           | -                | 2010        |
| Kim Tae-woo  | Bear Tae-woo Immature Fool Of Yuchiri | -                | 2009 - 2010 |
| Noh Joo-hyun | Village Chief Hulk                    | -                | 2009 - 2010 |
| Nam Hee-suk  | Nam MC Uncle Hee-suk                  | -                | 2009        |

### Artistas invitados
El programa contó con varios artistas como invitados, entre ellos.
| Nombre          | Episodios donde apareció | Duración   |
| --------------- | ------------------------ | ---------- |
| Song Dae-nam    | 38                       | 2012       |
| Kim Jae-bum     | 38                       | 2012       |
| Cho Jun-ho      | 38                       | 2012       |
| Chung Hoon      | 38                       | 2012       |
| Highlight       | 18, 37                   | 2010, 2012 |
| Woo-young       | 33                       | 2012       |
| Hwang Kwang-hee | 31                       | 2012       |
| Lee Joon        | 27, 31                   | 2010, 2012 |
| Jo Kwon         | 31                       | 2012       |
| Baek Ji-young   | 30                       | 2012       |
| Goo Ha-ra       | 29                       | 2012       |
| Kang Ji-sub     | 29                       | 2012       |
| Han Sun-hwa     | 27                       | 2012       |
| Lee Hyun-woo    | 26                       | 2012       |
| L               | 26                       | 2012       |
| Lee Sung-min    | 24                       | 2012       |
| Taeyeon         | 22                       | 2012       |
| Jung Yong-hwa   | 21-22                    | 2012       |
| Lee Jung-shin   | 21-22                    | 2012       |
| Shinhwa         | 20                       | 2012       |
| 2AM             | 17                       | 2012       |
| Tae-min         | 55                       | 2010       |
| Bora            | 53-54                    | 2010       |
| Song Ji-eun     | 52                       | 2010       |
| Krystal         | 52                       | 2010       |
| Sulli           | 52                       | 2010       |
| Luna            | 52                       | 2010       |
| Jiyoung         | 52                       | 2010       |
| Hyuna           | 51, 25                   | 2010, 2012 |
| Sunny           | 37-38, 51                | 2010       |
| 2PM             | 43                       | 2010       |
| Lizzy           | 43                       | 2010       |
| Yuri            | 42                       | 2010       |
| Park Ji-yeon    | 41                       | 2010       |
| MBLAQ           | 40-41                    | 2010       |
| Secret          | 36                       | 2010       |
| Ham Eun-jung    | 26                       | 2010       |
| Kim Jong-min    | 26                       | 2010       |
| Sooyoung        | 22-23                    | 2010       |
| Shindong        | 19                       | 2010       |
| Nicole Jung     | 18                       | 2010       |
| Hyoyeon         | 18                       | 2010       |
| Heechul         | 18                       | 2010       |
| Heo Kyung-hwan  | 10                       | 2009       |
| Onew            | 10                       | 2009       |
| Im Seulong      | 10                       | 2009       |
| Choi Min-ho     | 6                        | 2009       |

## Episodios
El programa estuvo conformado por 2 temporadas y transmitió 104 episodios.

## Producción
El 31 de agosto el productor ejecutivo Kim Ho-sang, anunció que el programa tendría una segunda temporada, la cual sería estrenada el 12 de noviembre del 2011. Por otro lado el estreno internacional en KBS World fue realizado el 2 de diciembre del mismo año.
Durante la primera temporada el programa filmó en Yuchi-ri, Nam-Myeon, Hongcheon, Provincia de Gangwon, en Corea del Sur, mientras que para la segunda temporada el programa filmó en Daebu Island, Ansan, en la Provincia de Gyeonggi Province, en Corea del Sur.
El programa fue distribuido por la Korean Broadcasting System, "KBS".
Durante la primera temporada un pequeño pedazo del video "I Can Do Better" de Avril Lavigne era puesto al inicio de cada episodio. Durante varios episodios la canción de apertura fue "Ready, Get Set, Go!" de los Peppertones  y en otros "Rockstar" de Miley Cyrus fue utilizada como música de inicio. Mientras que la música de cierre fue "All About You" de Mcfly.
Durante la segunda temporada, la canción de cierre del primer al séptimo episodio fue "I'm Yours" de Jason Mraz. Para los demás episodios se utilizó "I Will" de los Beatles.